# Tropanisopodus tachira
Tropanisopodus tachira là một loài bọ cánh cứng trong họ Cerambycidae.